# Месје 82
Месје 82 (М82) је спирална галаксија у сазвежђу Велики медвед која се налази у Месјеовом каталогу објеката дубоког неба.
Деклинација објекта је + 69° 40' 59" а ректасцензија 9h 55m 54,0s. Привидна величина (магнитуда) објекта М82 износи 8,6 а фотографска магнитуда 9,2. Налази се на удаљености од 4,545 милиона парсека од Сунца. М82 је још познат и под ознакама .